# RŽD-Baureihe ТЭМ14
Die Lokomotive der Baureihe ТЭМ14 (deutsche Transkription TEM14) der Russischen Eisenbahnen (RŽD) ist eine breitspurige Diesellokomotive, die als Weiterentwicklung der SŽD-Baureihe ТЭМ7 in der Diesellokfabrik Ljudinowo ab 2011 entstand. Als Unterschied zu dem Vorgänger ist diese Lokomotive mit einer doppelten Antriebseinheit zu je 1200 PS ausgestattet.

## Besonderheit der Ausstattung
Die Diesellokomotive der Reihe ТЭМ14 wurde auf der Basis der ТЭМ7A geschaffen. Der Unterschied zu dieser Konstruktion besteht in der Ausstattung mit zwei Antriebseinheiten und einer Gesamtleistung von 2400 PS. Dadurch stieg die Gesamtmasse der Lokomotive auf respektable 200 t an. Vorherbestimmt ist die Lokomotive für den Rangierdienst und Abtransport von schwersten Einheiten im städtischen Gebiet sowie gleichzeitig für den Streckendienst bei Eisenbahnen mit einer Spurweite von 1520 mm in Regionen mit gemäßigtem Klima. Die Diesellok kann bei Temperaturen der Außenluft von −50 °C bis +40 °C störungsfrei arbeiten. Die Kabine des Maschinisten ist mit dem Haupt- und Hilfspult ausgestattet und gleichfalls mit den Systemen der Videobeobachtung. Dadurch können die Arbeit der Systeme vieler Einheiten auf ihre störungsfreie Arbeit überwacht werden.
Jede Motoreinheit der Diesellokomotive besteht aus zwei selbständigen Aggregaten, bestehend aus Dieselmotor und Generator. Die Lokomotive kann mit einer oder mit zwei Krafteinheiten arbeiten. Dafür ist für die Arbeit in der kalten Jahreszeit eine Möglichkeit gegeben, den Wasser- und Ölkreislauf der abgestellten Einheit mit warmzuhalten.
Die Diesellokomotive ist ausgerüstet mit einer Feuersignalisierung und Systemen der Brandlöschung. Die Einrichtungen der Brandlöschung können entweder manuell oder automatisch herbeigeführt werden.
Außerdem wird auf der Diesellokomotive ein automatisches System der Registrierung und Berechnung des Verbrauches des Kraftstoffes der Dieselmotoren angewendet. Die Lokomotive besitzt eine Möglichkeit der automatischen Steuerung der Mittelpufferkupplung aus der Kabine des Maschinisten heraus sowie die Möglichkeit der Spurkranzschmierung.

## Hauptsächliche zusammengesetzte Technik

### Diesel-Generator-Einheit
Die Diesellokomotive ist ausgerüstet mit den beiden Diesel-Generator-Einheiten ДГ-880Л. Jede dieser Einheiten besteht aus dem 8-Zylinder-4-Takt-Dieselmotor 8ДМ-21Л УХЛ2 mit einer Leistung von je 1200 PS und dem Traktionsgenerator А724 У2. Dieselmotor und Traktionsgenerator sind durch eine Muffe verbunden und auf einem Dieselmotortragrahmen installiert. Gleichfalls sind auf diesem Dieselmotortragrahmen die Wasser- und Ölkühlung sowie der Öl- und Wasserwärmetauscher installiert.

### Traktionsgenerator
Das Traktionsaggregat А724 У2 der Lokomotive besteht aus dem Traktionsgenerator vom Typ ГС - 523М und der Gleichrichtereinheit. Der Generator ist eine synchrone Drehstrommaschine mit einer Leistung von 800 kW bei einer linienförmigen Spannung von 400 V und einer Frequenz von 100 Hz (bei einer Drehzahl der Rotorwelle von 1500/min) und mit Selbsterregung. Über die Gleichrichtereinheit werden die Traktionsfahrmotoren und der Motor des Ventilators der Kühlung für den Motor und die Traktionsfahrmotoren gespeist. Als Wendepolmaschine kann der Generator in Umkehrbewegung den Dieselmotor anlassen.
Eine eigene Wicklung des Generators mit einer Leistung von 100 kW und einer Spannung von 110 V ist vorhergesehen für die Speisung des Bordnetzes der Lokomotive, die Ladung der Akkumulatorbatterie, den Antrieb der Öl- und Kraftstoffpumpe und den Antrieb des Kompressors. Die Kühlung der Traktionsaggregate wird selbständig verwirklicht.

### Systeme der Verwaltung, Regulierung und Diagnostik
Die Systeme der Verwaltung, Regulierung und Diagnostik werden verwirklicht durch die Mikroprozessor-Einheit МСКУД.

### Pneumatische Bremssysteme
Die Lokomotive ist mit den pneumatischen Bremssystemen der automatischen Selbsttätigen Bremse für die Zugbremse und der Direkt wirkenden Druckluftbremse für die Abbremsung der Lokomotive allein ausgestattet. Außerdem besitzt die Lokomotive eine elektrische Widerstandsbremse.

### Fahrzeugteil
Der Fahrzeugteil der Lokomotive ist analog dem der Lokomotive ТЭМ7A.

## Betrieb
Der Probebetrieb der Lokomotive mit der Inventarnummer 0001 wurde 2011 auf Antrag des Ministeriums der Industrie und Handel durchgeführt. Außerdem stand die Lokomotive vom 07. – 10. September 2011 auf der Ausstellung der internationalen Messe EKSPO 1520 in der Station Schtscherbinka ausgestellt.
Die Lokomotiven mit den Ordnungsnummern 0001, 0003 - 0005 wurden im Februar 2013 zu den Betrieb auf der Sewernaja schelesnaja doroga in das Lokomotivdepot Jaroslawl gegeben, die Lokomotive mit der Ordnungsnummer 0002 erhielt die Krasnojarskaja schelesnaja doroga.